# Karl Bapp
Karl Albert Bapp (* 7. März 1863 in Ochtum; † 18. Januar 1940 in Oldenburg) war ein deutscher Gymnasiallehrer und Altphilologe.
Karl Bapp besuchte das Großherzogliche Gymnasium in Oldenburg und studierte nach dem Abitur ab 1881 Klassische Philologie an der Universität Leipzig, wo er 1885 promoviert wurde. Er wurde Mitglied des Klassisch-Philologischen Vereins Leipzig im Naumburger Kartellverband. Noch im gleichen Jahr begann er als Lehrer am Großherzoglichen Gymnasium in Oldenburg Griechisch, Latein und Deutsch zu unterrichten, wo er bis zum Rang eines Gymnasialprofessors aufstieg.
Neben dem Schuldienst arbeitete er auch weiter wissenschaftlich, publizierte eine Abhandlung zu Prometheus, Artikel im Ausführlichen Lexikon der griechischen und römischen Mythologie sowie Untersuchungen zu Goethe und den Altertumswissenschaften.

## Veröffentlichungen (Auswahl)
- De fontibus quibus Athenaeus in rebus musicis lyricisque enarrandis usus sit. In: Studiorum philologicorum Lipsiensium 8, 1885, S. 87–158 (= Dissertation; Digitalisat).
- Prometheus. Ein Beitrag zur griechischen Mythologie. Stalling, Oldenburg 1896 (Digitalisat).
- Prometheus. In: Wilhelm Heinrich Roscher (Hrsg.): Ausführliches Lexikon der griechischen und römischen Mythologie. Band 3,2, Leipzig 1909, Sp. 3032–3110 (Digitalisat).
- Aus Goethes griechischer Gedankenwelt. Goethe und Heraklit nebst Studien über des Dichters Beteiligung an der Altertumswissenschaft (=Das Erbe der Antike Reihe 2, Heft 6). Dieterich, Leipzig 1921.
- Goethe und Lukrez. In: Jahrbuch der Goethe-Gesellschaft 12, 1926, S. 47–67.